# Pagus Flandrensis

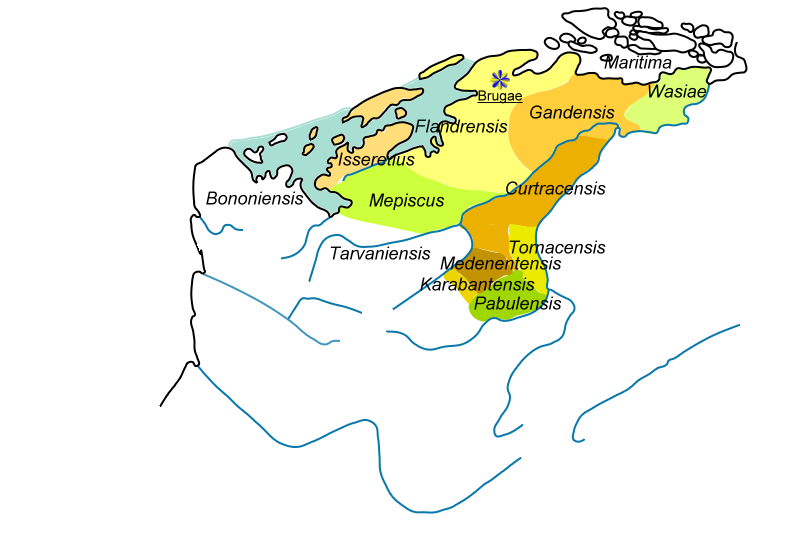
Pagi réunis pour former le marquisat de Flandre.

Le Pagus Flandrensis est un pagus créé par l'administration franque, en 745, dans la civitas des Ménapiens. Ce pagus constitue le noyau autour duquel s'est constitué le marquisat de Flandre au IXe siècle.
Ce pagus correspondait aux doyennés de Bruges, d'Oudenburg, d'Aardenburg et probablement de Roulers et comprenait Bruges, Roulers, Izegem, Tielt, Torhout.
Il était limité par la mer du Nord, l'Yser jusqu'en amont de Dixmude, et une ligne dont les points extrêmes étaient probablement Vladslo, Werken, Zarren, Staden, Westrozebeke, Passendale, Oekene, Izegem, la Mandel jusqu'à son embouchure dans la Lys, Oeselgem, Markegem, Dentergem, Aarsele, Wingene, Sint-Joris, Beernem, Oedelem, Eeklo, Adegem, Maldegem, Moerkerke, Sainte-Marguerite, IJzendijke, Groede.
Baudouin Bras de Fer était comte de ce pagus au IXe siècle. Le pagus semble avoir alors formé une zone de défense maritime analogue au littus saxonicum romain. Quand les Normands vinrent ravager la Gaule, la tâche du comte de Flandre fut de les repousser ; les estuaires, nombreux à cette époque, et spécialement le Zwin et le Sinkfal, au voisinage desquels Bruges apparaît dès lors, étaient les refuges naturels de la petite flotte destinée à surveiller la côte.
Lorsque le traité de Verdun eut, en 843, donné l'Escaut pour limite au royaume occidental, Charles le Chauve reprit la tradition de Charlemagne, et, dans cet angle avancé de ses États, il constitua un gouvernement militaire embrassant, sous le nom de marche, toute une série de cantons. Ce fut l'origine du marquisat de Flandre dont le premier titulaire fut Baudouin. En 866, Baudouin fut investi de sa dignité nouvelle.
Le marquisat de Flandre comprenait dès sa formation, outre le Pagus Flandrensis, les pagi de Waes, de Gand, de Courtrai, de Tournai, le Carembault, le Mélantois, la Pévèle, et aussi une partie du diocèse de Thérouanne (Ternois, Boulonnais, Mempisque au sens restreint, entre l'Yser et l'Aa).